# Professeur Layton et l'Étrange Village
Vous lisez un « bon article » labellisé en 2010.
Professeur Layton et l'Étrange Village (レイトン教授と不思議な町, Layton-kyouju to Fushigi na Machi) est un jeu vidéo d'aventure en pointer-et-cliquer proposant des phases de jeu de réflexion à travers la résolution de 135 énigmes principalement de logique. Développé par Level-5 et édité par Nintendo, le jeu est sorti en 2007 au Japon et en 2008 dans le reste du monde sur Nintendo DS. Il est le premier jeu de la saga Professeur Layton à sortir.
L'aventure suit l'histoire du professeur Hershel Layton et de son assistant, Luke Triton, à la recherche de la solution au mystère de la Pomme d'Or. La Pomme d'Or a été cachée dans le village de Saint-Mystère par le baron Reinhold qui a promis dans son testament à celui qui la retrouverait son trésor le plus cher.
Succès critique ayant obtenu plusieurs distinctions et succès commercial, le jeu s'est vendu à plus de 4,5 millions d'exemplaires, puis six autres jeux ont été produits par la suite, un film d’animation et de nombreux produits dérivés. En France, le texte du jeu est intégralement traduit en français, toutefois, les voix sont en anglais.

## Scénario

### Chronologie
Les évènements de ce jeu se déroulent un an après Professeur Layton et l'Héritage des Aslantes.

### Contexte
Le professeur Layton et son assistant Luke se rendent au petit village de Saint-Mystère à la demande de Dahlia Reinhold, deuxième femme de feu le baron Reinhold, qui souhaite leur aide pour résoudre une énigme laissée par son défunt époux. Le baron avait écrit dans son testament que quiconque retrouverait la Pomme d'Or, cachée dans le village, hériterait de toute sa fortune.
Les deux investigateurs parviennent aux abords de la ville et constatent rapidement que la majorité des habitants est passionnée d'énigmes et de casse-tête en tout genre, desquels le professeur et le jeune garçon sont aussi férus. Ils peuvent également voir au loin une mystérieuse tour située au centre du village...

### Synopsis

#### Le mystère de la Pomme d'Or
Layton et Luke partent à la rencontre de Dahlia Reinhold et d'autres membres de son entourage. Mais avant même de pouvoir discuter de l'affaire d'héritage, un bruit d'explosion se fait entendre et le chat de Dahlia, Claudia, s'enfuit. Layton et Luke poursuivent Claudia dans le village résolvant des énigmes en cours de route en échange d'informations de la part des habitants. Pendant ce temps, un étrange personnage arrive à Saint-Mystère et semble préparer un mauvais coup. Les deux héros parviennent à attraper Claudia à l'aide de poisson.
De retour au manoir, Luke et le professeur découvrent avec stupeur que Rupert, un membre de la famille Reinhold a été assassiné. L'inspecteur Chelmey, déjà présent sur les lieux du drame, est chargé de l'affaire. Il accuse Layton et Luke mais admet finalement que les alibis des suspects tiennent la route. Il leur demande instamment de rester en dehors de l'enquête. Plus tard, Matthew, le majordome des Reinhold confie à Layton qu'il a trouvé un petit rouage près du corps de Rupert, dans sa chambre.

#### Bloqués à Saint-Mystère
Repartant à la recherche de la Pomme d'Or, Layton et Luke apprennent qu'il y a des disparitions dans le village et que la manivelle du pont-levis de Saint-Mystère a été volée, les condamnant à rester à Saint-Mystère. Layton et Luke sont contraints de prendre une chambre à l'hôtel du village. Ils décident néanmoins d'aller enquêter de nuit dans la ville. Layton et Luke sont alors témoins de l'enlèvement d'un serviteur de Dahlia Reinhold, Ramón. Un homme étrange le fourre dans un sac. Ils le poursuivent mais sont finalement semés. Ils retrouvent alors un petit rouage, semblable à celui découvert sur les lieux de l'assassinat de Rupert. Toutefois, le lendemain, Layton et Luke retrouvent Ramón à son poste, au manoir Reinhold, qui agit comme si rien ne s'était passé. Le professeur et Luke continuent leur exploration de la ville. Ils découvrent un article de presse sur l'inspecteur Chelmey. L'article indique que Chelmey adore les beignets de sa femme alors que, le matin même, ce dernier s'est fâché contre Matthew qui lui apportait des pâtisseries, arguant qu'il ne supportait pas les sucreries. Un nouveau mystère à élucider... Chez Archibald, l'un des vieux amis du baron, Layton et Luke découvrent le bureau personnel de ce dernier. Dans un tiroir, il trouve une mystérieuse note sur laquelle sont tracés un rectangle et une croix. Convaincu que la solution du mystère se trouve dans la tour centrale qui terrorise les habitants par les bruits fracassants qu'elle émet de temps à autre, ils tentent de la rejoindre mais la route y menant se termine en cul-de-sac. Ils croisent une mystérieuse jeune fille qu'ils veulent interroger. Mais celle-ci s'enfuit, laissant tomber derrière elle un prospectus sur le parc d'attractions de Saint-Mystère.

#### Le parc d'attractions
Layton et Luke se rendent alors au parc d'attractions abandonné dont ils parviennent à faire ouvrir la grille par le gardien. Ils arrivent devant la grande roue et l'étrange personnage ayant infiltré Saint-Mystère déclenche l'explosion du support de celle-ci. Elle se détache et se met à rouler. À plusieurs reprises, elle manque de les écraser et quand ils fuient dans une direction opposée, elle semble les suivre. Elle s'écrase finalement contre un petit bâtiment. Dans le bâtiment effondré, Layton et Luke découvrent un passage souterrain qui les emmène à une salle secrète. Ils y découvrent une clef et Layton a soudain une intuition.
Layton et Luke retournent au manoir, convoqués par l'inspecteur Chelmey qui accuse Layton d'être coupable du meurtre de Rupert. Mais le professeur riposte et affirme que Chelmey est un imposteur grâce à l'article de journal le concernant. Il est également impossible que Chelmey ait pu rentrer dans le village après le meurtre, la manivelle du pont-levis ayant été volée. La déduction de Layton est juste puisque cet homme est en fait Don Paolo, l'ennemi juré du professeur. Il leur révèle qu'il est lui aussi à la recherche de la Pomme d'Or avant de parvenir à fuir le manoir.

#### La tour de Saint-Mystère
Layton et Luke se rendent de nouveau devant la tour de Saint-Mystère. Avec l'aide de la note mystérieuse du baron, Layton découvre un interstice dans le mur qui bloque leur progression. Il y insère la clef trouvée au parc d'attractions et le mur s'écarte, découvrant une porte d'entrée à la tour. À l'intérieur, ils découvrent l'homme qui avait enlevé Ramón. Il s'appelle Bruno et donne à Layton les dernières indications lui permettant de comprendre le mystère du village.
Layton explique à Luke toute la vérité : tous les habitants de Saint-Mystère sont en réalité des automates créés dans le but de tester tous ceux qui sont à la recherche de la Pomme d'Or afin de savoir s'ils seront dignes de la posséder. Voilà pourquoi ils ne cessaient de soumettre Layton et Luke à des énigmes. Ramón n'a jamais été enlevé, il a juste connu des problèmes techniques et Bruno devait le réparer. Cela explique les rouages retrouvés près du corps de Rupert et à l'endroit de l'enlèvement de Ramón. Après ces révélations, Layton et Luke entament l'ascension de la tour dont les portes de chaque étage sont accompagnées de plusieurs énigmes et puzzles. Ils arrivent finalement au sommet et découvrent une petite maison tranquille. Ils y pénètrent et découvrent une jeune fille, la même jeune fille qui leur a indiqué d'aller au parc d'attractions. Elle se révèle être l'unique fille du baron. Elle se nomme Flora et c'est elle la Pomme d'Or. Tous les automates de la ville, Dahlia Reinhold comprise, ont été créés par son père pour la protéger, car elle avait déjà perdu sa mère et lui se savait malade.
Cependant, le répit est de courte durée car Don Paolo arrive sur un drôle d'engin volant pour détruire la tour. C'est certainement grâce à celui-ci qu'il avait réussi à rentrer dans Saint-Mystère malgré le pont-levis levé. Il est aussi certainement à l'origine du bruit qui avait fait fuir Claudia. Layton, Luke et Flora dévalent la tour à toute allure, mais un escalier se brise et seul Luke réussit à passer. Layton et Flora remontent donc et le professeur improvise la construction d'un deltaplane de fortune. Il prend Flora dans ses bras et s'élance dans les airs. En plein ciel, les deux engins volants s'affrontent et celui de Don Paolo s'endommage, laissant tomber un sac, dans lequel est sûrement contenu l'automate en panne de Rupert, volé par le sinistre personnage. Le vilain jure son retour et sa vengeance.

#### Le trésor du baron
Le soleil se lève et les trois compagnons se retrouvent en sécurité, dans le village. Ils sont heureux et Flora se met à rire, ce qui fait apparaître une tache de naissance en forme de pomme sur son épaule. De retour au manoir, sur un tableau représentant Flora, Luke découvre un petit interrupteur à l'endroit même où la tâche était apparue sur son épaule. Une pièce secrète s'ouvre, elle est remplie d'or. C'est le trésor du baron Reinhold.
La lecture d'un enregistrement audio du baron se déclenche. Il félicite ceux qui ont triomphé des énigmes et ont réussi à faire rire sa fille. Selon lui, ceux qui ont réussi à passer ces épreuves sont des personnes d'honneur dignes de s'occuper de sa fille et de son trésor. Il avertit Flora que si elle prend le trésor, tous les automates du village s'arrêteront de fonctionner. Elle décide donc de ne pas le prendre pour maintenir de la vie dans le cocon de son enfance.
La manivelle du pont-levis est retrouvée, c'est Bruno qui l'avait cachée pour permettre aux deux étrangers d'avoir le temps de résoudre le mystère de la Pomme d'Or. L'histoire se termine dans la Laytonmobile, l'étrange voiture du professeur qui avait emmené Layton et Luke à Saint-Mystère et qui quitte maintenant le village. Flora s'endort à l'arrière et Luke félicite son mentor en lui parlant des unes des journaux qui lui seront consacrées pour avoir résolu ce mystère. Mais Layton lui répond qu'il faut garder le secret, pour le bien de Flora et de Saint-Mystère. Le trio poursuit sa route vers de nouvelles aventures.

### Personnages

#### Personnages principaux
- Le Professeur Hershel Layton : Layton est un célèbre professeur d'archéologie en Angleterre, passionné d'énigmes, qui ne se sépare jamais de son haut-de-forme[2].
Doublage : Yô Ôizumi (japonais), Christopher Robin Miller (anglais)
- Luke Triton : Luke est l'apprenti autoproclamé du professeur Layton qu'il accompagne dans ses aventures. En plus des énigmes, Luke a un bon contact avec les animaux[3].
Doublage : Maki Horikita (japonais) Maria Darling (anglais)
- Dahlia Reinhold : Dahlia Reinhold est la deuxième femme du baron Reinhold ; elle est autoritaire et hautaine. Elle est la copie de Viollette Reinhold[4].
- Augustus Reinhold : Augustus Reinhold était un riche baron, notable de Saint-Mystère qui vouait un amour sans limites à sa fille Flora ; c'est lui qui a imaginé l'énigme de la Pomme d'Or et qui en a fait son testament[5].
- Flora Reinhold : Flora Reinhold est la fille unique du baron Reinhold ; orpheline, elle est un personnage de prime abord mystérieux qui se promène déguisée dans Saint-Mystère[6].
- L'inspecteur Chelmey : Chelmey est un célèbre inspecteur de police londonien qui semble être un homme intransigeant et têtu[7].
- Don Paolo : Don Paolo est un criminel renommé et un scientifique, qui considère le professeur Layton[8]comme son rival.
Doublage : Christopher Robin Miller (anglais)

#### Personnages secondaires
Le joueur rencontre de nombreux personnages au cours de sa partie.
Les personnages secondaires proposent des énigmes au professeur, mais ils ont une incidence moindre sur l'intrigue.

## Système de jeu
Professeur Layton et l'Étrange Village est un jeu d'aventure en pointer-et-cliquer. Le joueur se déplace dans le village de Saint-Mystère et interagit avec les habitants et les éléments du décor en les pointant avec le stylet. La progression dans l'histoire et l'accès à de nouvelles zones nécessitent la résolution d'énigmes qui peuvent être posées par les villageois ou contenues dans des éléments de décor (puzzles par exemple). Pour accéder à certaines zones du village, le jeu demande d'avoir résolu un nombre d'énigmes minimum.
Le mode « Histoire » propose 120 énigmes à résoudre. Si celui-ci passe à côté de certaines d'entre elles, il peut tout de même les résoudre en accédant à la réserve de Mamie Mystère, un lieu spécial du village. Les énigmes sont très diverses : casse-tête, énigmes de logique, puzzles, etc.
Le joueur peut avoir une idée de la difficulté de chaque énigme grâce au nombre de « picarats » qu'elle rapporte. Les picarats sont l'un des éléments permettant de débloquer des extras dans le mode « Bonus » du jeu (revoir les vidéos, écouter les musiques à volonté, etc.). Se tromper à une énigme fait baisser le nombre de picarats que le joueur peut gagner lors de la tentative de résolution suivante.
Le temps pour résoudre chaque énigme est illimité. Trois indices sont disponibles par énigme mais chacun d'entre eux vaut une « pièce SOS ». Les pièces SOS sont disponibles en quantité limitée. Le joueur commence l'aventure avec dix pièces. Il peut découvrir des pièces supplémentaires cachées en pointant les décors visités avec le stylet. Une fois qu'une énigme est résolue, il est possible de la résoudre une nouvelle fois à n'importe quel moment via le menu de jeu.
Certaines résolutions d'énigmes rapportent une récompense. Parmi ces récompenses, il y a :
- des bricoles qui servent à construire un chien robot qui aboie s'il y a des pièces SOS ou des énigmes cachées dans le décor où se trouvent Layton et Luke ;
- différents objets à placer dans les chambres d'hôtel de Layton et de Luke pour satisfaire leur confort. Chacun d'entre eux à des attentes différentes en termes d'ameublement et le placement des objets dans la bonne chambre prend la forme d'un mini-jeu ;
- des pièces de puzzle servant à reconstituer une image.

Ces trois quêtes supplémentaires permettent de débloquer les quinze énigmes du mode « Bonus ». Ce dernier offre également un emplacement pour taper un code, celui-ci étant à découvrir dans la suite du jeu, Professeur Layton et la Boîte de Pandore, et permet de débloquer une galerie d'esquisses des différents personnages.
Il était également possible de télécharger 27 énigmes hebdomadaires supplémentaires via la connexion wi-fi mais le service a été désactivé le 20 mai 2014.

## Développement
Le concept de Professeur Layton repose sur la résolution d’énigmes. Le joueur tire son plaisir de l’Eurêka lié à la découverte de la solution d’un problème nécessitant de la réflexion. Il a été mis en chantier juste après le succès commercial important d’un autre jeu de réflexion sur Nintendo DS : Programme d'entraînement cérébral du Dr Kawashima : Quel âge a votre cerveau ?.
C’est le président de Level-5, Akihiro Hino qui a approché Akira Tago à Akasaka pour un projet de jeu dans l’esprit de ses livres Gymnastique pour l'esprit dont Hino était amateur depuis son enfance. Akira Tago, enthousiasmé par le projet, a alors pris la tête d’une équipe de création d’énigmes pour en créer de nouvelles. Il a ensuite été décidé que celles-ci, pour leur donner un plus grand intérêt, seraient amenées via un fil narratif.
C’est ainsi qu’est née l’idée du professeur Layton et de son assistant, sur le modèle de Sherlock Holmes et du docteur Watson, définissant par la même occasion un univers : une Angleterre historique et décalée.
À la sortie de Professeur Layton et l’étrange Village, la suite du jeu était déjà en cours de développement. Le titre a bénéficié d'un portage sur téléphone mobile.
Équipe de développement
- Responsable des énigmes : Akira Tago
- Producteur : Akihiro Hino
- Réalisateur : Tatsuya Nagano
- Designer personnages : Takuzo Nagano
- Compositeur, directeur effets sonores : Tomohito Nishiura
- Programmation : Nathanael Yam, Kosuke Nagami
- Concept art et designer menu : Jun Suzuki
- Artwork : Yumiko Shinabe, Miki Inoue, Miharu Kawaguchi
- Effets sonores : Dai Yamanaka
- Scénario original : Akihiro Hino, Tatsuya Shinkai
- Scénario : Noriko Ikeura, Kazuya Kuranari
- Création énigmes : Akira Tago, Shin Onodera, Moo Nenpei
- Assistant création énigmes : Nobuyuki Yoshigahara
- Création vidéo promotionnelle : Noboru Tsuda, Kosuke Uemura
- Designer titre, logo et manuel : Noriko Maruya
- Designer emballage : Mark Goetz
- Réalisation et storyboards : Masakazu Hashimoto
- Designer animation : Yasunori Miyazaka
- Réalisateur animation : Kozuke Kawatsura
- Designers graphisme : Toshihisa Kaiya, Akiharu Ishii, Takeshi Ito, Kayoko Nabeta, Kanami Sekiguchi, Nobohiko Genba, Naomi Yoshida, Yasuyuki Kai, Aya Nakanishi, Misaki Suzuki, Aya Takada, Takeshi Honda, Mayumi Miyaoka, Yuka Fujisawa, Kousuke Kawatsura
- Superviseur animation : Yukiko Mita
- Animateurs : Rika Sato, Hiromi Makino, Asuka Kojima, Mayumi Miyaoko, Yuka Fujisawa, Koich Sato, Kent Toya, Mistuhisa Kubo, Rintaro Maeta, Kahori Tsuta, Yurie Ojigashi, Tatsunori Inatsu, Maki Kubota, Yasuo Fujii, Momoko Shirashiki, Hirotaka Goto
- Voix japonaises : Yo Oizumi, Maki Horikita, Shiro Saito, Mamiko Noto
- Voix anglaises : Christopher Robin Miller, Lani Minella

## Musique
L'album Layton Kyouju to Fushigi na Machi Original Soundtrack, sorti uniquement au Japon, contient toutes les musiques du jeu, composées par Tomohito Nishiura, dans leur version originale (présente dans le menu « Extra » du jeu) ou modifiée (en version acoustique ou en haute qualité).
- Durée totale : 75 min 48 s

## Accueil

### Critique
Professeur Layton et l'Étrange Village a reçu de bonnes critiques et obtient une moyenne de 86 % sur l'agrégateur de critiques GameRankings. Les critiques le décrivent notamment comme « intelligent » et « stimulant ».
Pour Gerald Villoria de GameSpy, Professeur Layton et l'Étrange Village remet au goût du jour le jeu d'aventure en pointer-et-cliquer qui était alors sur le déclin. Il pointe également la qualité du scénario. Pour Jeremy Parish de 1UP.com, la véritable qualité du jeu est de proposer deux choses différentes : des puzzles comme dans Programme d'entraînement cérébral du Dr Kawashima : Quel âge a votre cerveau ? et un scénario comme dans Phoenix Wright: Ace Attorney. Pour lui, ces deux éléments ne pourraient vraisemblablement pas fonctionner seuls étant donné la manière dont ils sont traités dans Professeur Layton et l'Étrange Village et ne fonctionnent que parce qu'ils se complètent. Les critiques apprécient généralement l'esthétique du jeu, qui sort des canons habituels du style manga et propose un style proche de celui du film d'animation Les Triplettes de Belleville faisant penser à l'Europe du XIXe siècle,,.
Les critiques négatives concernent principalement la difficulté de certaines énigmes dont la résolution peut provoquer un sentiment de soulagement au détriment d'un sentiment de satisfaction selon Tae K. Kim de GamePro. Pour Matthieu Hurel de Gamekult, les thèmes musicaux sont trop répétitifs.

### Récompenses
- BAFTA Games Awards 2008
  - BAFTA du meilleur jeu sur console portable[23].
  - Nommé au BAFTA du meilleur jeu de l'année[24].
- 12e Interactive Achievement Awards
  - Nommé dans la catégorie meilleur jeu sur console portable[25].
- Gamasutra's Best of 2008
  - Mention spéciale dans la catégorie meilleur jeu sur console portable[26].

### Ventes
Professeur Layton et l'Étrange Village a connu un très bon démarrage à sa sortie au Japon avec 136 736 exemplaires vendus en 4 jours selon Media Create. Le titre a subi une rupture de stock et s'est maintenu dans les meilleures ventes pour atteindre, selon Famitsu, un total de 765 758 exemplaires vendus en 2007, ce qui en fait l'une des meilleures ventes d'un éditeur tiers sur DS au Japon.
Ce résultat conforte ainsi Nintendo, qui se charge d'éditer le titre en occident, d'investir dans le potentiel du jeu et de lancer une campagne marketing d'envergure. Le titre parviendra ainsi à de très bon résultat également en dehors du Japon. Selon les chiffres officiels de Nintendo, le jeu a ainsi été distribué à 3,17 millions d'exemplaires uniquement en occident, au 31 mars 2010.
En avril 2011, Akihiro Hino révèle sur son compte Twitter que le jeu a été distribué à 1 million d'exemplaires au Japon après 4 ans et 2 mois de commercialisation. Le jeu s'est donc écoulé au minimum à 4,17 millions d'exemplaires dans le Monde.

## Postérité
| 2007    | L'Étrange Village                                                  |
| 2007    | La Boîte de Pandore                                                |
| 2008    | Le Destin perdu                                                    |
| 2009    | L'Appel du Spectre                                                 |
| 2009    | La Diva éternelle                                                  |
| 2010    |                                                                    |
| 2011    | Le Masque des miracles                                             |
| 2012    | Layton Brothers: Mystery Room                                      |
| 2012    | Professeur Layton vs. Phoenix Wright: Ace Attorney                 |
| 2013    | L'Héritage des Aslantes                                            |
| 2014    |                                                                    |
| 2015    |                                                                    |
| 2016    |                                                                    |
| 2017    | L'Aventure Layton : Katrielle et la Conspiration des millionnaires |
| 2018    |                                                                    |
| 2019    |                                                                    |
| 2020    |                                                                    |
| 2021    |                                                                    |
| 2022    |                                                                    |
| 2023    |                                                                    |
| 2024    |                                                                    |
| À venir | Professeur Layton et le Nouveau Monde à Vapeur                     |

Après son succès critique et commercial, Professeur Layton et l'Étrange Village a eu quatre suites. En novembre 2007, sept mois après la sortie du premier épisode, Professeur Layton et la Boîte de Pandore sort au Japon. Il est suivi par Professeur Layton et le Destin perdu en novembre 2008. Les scénarios de ses deux épisodes suivent chronologiquement celui du premier épisode. En novembre 2009, la première préquelle, Professeur Layton et l'Appel du Spectre, sort au Japon. Elle est suivie de la sortie d'un anime, Professeur Layton et la Diva éternelle, réalisé par Masakazu Hashimoto et dont le scénario se déroule immédiatement après l'histoire de l'Appel du Spectre. La deuxième préquelle, Professeur Layton et le Masque des miracles, est sortie en février 2011 sur Nintendo 3DS. Les sorties aux États-Unis et en Europe coïncident et sont très décalées par rapport aux sorties japonaises (2 ans au lancement de la série en Occident puis l'écart s'est réduit à un peu plus d'un an).
De nombreux produits dérivés de la série Professeur Layton voient le jour : des figurines, des peluches, etc. Les personnages de Professeur Layton (principalement Layton et Luke) sont utilisés comme thème de déguisement pour le cosplay. En 2012, l'univers du professeur Layton et repris dans un jeu sur Nintendo 3DS : un crossover avec la série Ace Attorney, intitulé Professor Layton vs. Ace Attorney.
Depuis Professeur Layton et l'héritage des Aslantes qui est le troisième du prequel est sorti, ainsi que Katrielle Layton et la Conspiration des millionnaires qui concerne la fille du Professeur, sorti sur 3DS et sur Switch.
Professeur Layton et l'Étrange Village est réédité sur iOS et Android.

## Compléments